# Аскаров, Айнур Юлаевич
Айнур Юлаевич Аскаров (род. 1 августа 1987, Акъяр, Хайбуллинский район, Башкирская АССР, РСФСР, СССР) — российский кинорежиссёр, продюсер, сценарист. Член Союза кинематографистов РФ. Лауреат Государственной республиканской молодёжной премии имени Шайхзады Бабича (2012). Заслуженный деятель искусств Республики Башкортостан (2020).

## Биография
Родился 1 августа в селе Акъяр Хайбуллинского района в семье музыканта рок-группы «Рух» Юлая Аскарова.
В 2008 году окончил Сибайский колледж искусств по специальности «Актер театра, руководитель творческого коллектива».
В 2013 году получил образование в Санкт-Петербургском университете кино и телевидения, мастерская неигрового кино В.Б. Виноградова.
В 2018 году получил диплом продюсера в академии кинематографического и театрального искусства Н.С. Михалкова, мастерская Верещагина Л.Э.

## Семья
Женат с 2009 года, супруга Анастасия Аскарова (Аралбаева), продюсер.
В браке родились дочери – Айлин (2011 г.р.) и Элиса (2018 г.р.)

## Творчество
Первая игровая картина «Енмеш» была снята в 2010 году на втором курсе обучения СПбГУКиТ, во время производственной практики на киностудии «Башкортостан». В 2011 году фильм участвовал во внеконкурсном показе Каннского кинофестиваля, а после был представлен на различных международных фестивалях, завоёвывая главные призы, их около 40. Дебютный полнометражный фильм «Из Уфы с любовью» снимался в 2016 году, он вышел в прокат в 2017 году без участия дистрибьюторов. По итогам  2017 года фильм получил XXI профессиональную премию «Блокбастер» в кинобизнесе за Самый кассовый фильм ограниченного проката.
В 2014 году зарегистрировал киностудию «Аскарфильм».
В 2020 году открыл компанию «А-Рентал.Уфа» по аренде кинооборудования.

## Фильмография
Режиссер
2024 – «39-я няня ставшая для нас последней»,  короткометражный художественный фильм
2023 – «Помилование», полнометражный художественный фильм
2021 – «Семья года», полнометражный художественный фильм
2021 – «Отряд Таганок», полнометражный художественный фильм
2020 – «Буран», полнометражный художественный фильм
2017 – «Из Уфы с любовью», полнометражный художественный фильм
2015 – «Пилорама», короткометражный художественный фильм
2015 – «Пусть ветер унесет мои слова…», короткометражный художественный фильм
2013 – «Горький мед», короткометражный документальный фильм
2012 – «Мы не рабы», короткометражный художественный фильм
2010 - «Енмеш», короткометражный художественный фильм
2009 – «Дама с собачкой», документальный фильм
Сценарист
2013 – «Горький мед», короткометражный документальный фильм
2010 - «Енмеш», короткометражный художественный фильм
Продюсер
2023 – «Чоткар», короткометражный художественный фильм
2021 – «Семья года», полнометражный художественный фильм
2021 – «Отряд Таганок», полнометражный художественный фильм
2020 – «Гильза», короткометражный художественный фильм
2018 – «Асия», короткометражный художественный фильм
2017 – «Из Уфы с любовью», полнометражный художественный фильм
2017 – «Дикарь», короткометражный художественный фильм
2015 – «Пилорама», короткометражный художественный фильм

## Общественные проекты
В 2022 году осуществил проект «Актерская база Республики Башкортостан» включающий в себя более 700 актёров из Республики Башкортостан.

## Награды, почетные звания, гранты
В 2011 году стал лауреатом Молодежной премии правительства Санкт-Петербурга за достижения в области кинотворчества, за фильмы «Енмеш», «Дама с собачкой».
Лауреат молодёжной государственной премии имени Шайхзады Бабича 2012 года.
В 2020 году удостоен звания «Заслуженный деятель искусств Республики Башкортостан»
Награды
- Лучшая режиссура - Фестиваль студенческих фильмов "Питеркит", Россия, 2011
- Лучшая операторская работа - Фестиваль короткометражного кино "PROвзгляд", Россия, 2011
- Специальный приз от учредителя ООО "Киномир" за нахлынувшее воспоминание о детстве - Фестиваль короткометражного кино "PROвзгляд", Россия, 2011
- Специальный приз от телеканала "Страна" "За большую любовь к малой родине" - Фестиваль короткометражного кино "PROвзгляд", Россия, 2011
- Лучшая актёрская игра - Галимьян Мамбетов -  Международный кинофестиваль "Земля и Люди", Россия, 2011
- Лучший игровой короткометражный фильм - Международный кинофестиваль "Земля и Люди", Россия, 2011
- Лучший игровой короткометражный фильм - 7-й Казанский Международный фестиваль мусульманского кино, Россия, 2011
- Лучший фильм - 4 -ый  Ежегодный Открытый Кинофестиваль «Апсны - Страна Души», Россия, 2011
- Лучший игровой фильм - Международный молодёжный фестиваль короткометражного кино и анимации «METERS/МЕТРЫ», Россия, 2011
- Гран-при фестиваля за лучший игровой фильм -Международный  Кинофестиваль "ArtoDocs", Россия, 2011
- Диплом за интересную режиссёрскую работу с детьми и создание достоверной атмосферы времени - Фестиваль молодого кино "Зеленое Яблоко", Россия, 2011
- Приз за лучшую режиссерскую работу - 6 Its Me International Youth Film Festival, Армения, 2011
- Диплом жюри за искреннее внимание к миру детства -Международный фестиваль - практикум киношкол "Кинопроба", Россия, 2011
- Приз зрительских симпатий - Московский молодёжный кинофестиваль "Будем Жить!", Россия, 2011
- Приз памяти Дани Гуревича - 21-й Международный кинофестиваль "Послание к человеку", Россия, 2011
- Гран-При фестиваля и "Приз за лучшую мужскую роль" -   4-й Международный кинофестиваль авторского короткометражного кино "Свирский Миф", Россия, 2012
- Rob Knox Film Festival - best film, UK, 2012
- Timishort International Film Festival, Romania, 2012 - peoples choice award
- Приз от Милен Демонжо  - Международный фестиваль короткометражных фильмов «Харьковская сирень», Украина, 2012
- Приз Зрительских симпатий; специальный приз жюри "Коллеге от коллег"- Фестиваль короткометражных фильмов "СЕМЬЯ РОССИИ", Россия, 2012
- Гран-При фестиваля - I Международный студенческий фестиваль короткометражного кино "СтудCINEMAФест", Россия, 2012
- Лучший сценарий в полнометражном кино, а также приз кинопрессы им. Ирины Шиловой с формулировкой — «За большой зрительский потенциал». Фильм «Из Уфы с любовью». Кинофестиваль «Киношок», 2017 г
- Специальный приз имени писателя Бориса Васильева. Фильм «Из Уфы с любовью».  Десятый Всероссийский кинофестиваль «Золотой Феникс», 2017
- Приз ХХI профессиональной премии "Блокбастер" в номинации "Самый кассовый фильм ограниченного проката", фильм «Из Уфы с любовью!», 2017
- Приз «Анне» «За лучшую актерскую работу», фильм «Из Уфы любовью!», Х Чебоксарский международный кинофестиваль, 2017 г
- Приз «За лучший игровой полнометражный фильм», IV Международный кинофестиваль «Серебряный Акбузат», фильм «Из Уфы с любовью!», 2019 г.
- Участие, внеконкурсный показ в «Российские кинопрограммы».  Фильм «Из Уфы с любовью» ММКФ, 2017 г.
- Специальный приз «За актерский ансамбль и абсолютную киногармонию», фильм «Отряд Таганок». Кинофестиваль «Киношок», 2022 г.
- Гран-при  и специальный диплом за оригинальную музыку. Фильм «Отряд Таганок». Российский кинофестиваль «Литература и кино», 2020
- Второе место в номинации «Полнометражное игровое кино», получил диплом за «Лучший актерский ансамбль» и приз от Московской городской думы. Фильм «Отряд Таганок». Кинофестиваль «Будем жить», 2020 г
- Диплом в номинации «Лучший сценарий» и «Специальный диплом Молодежного центра кинематографистов Алтая» за вклад в развитие регионального кино. Фильм «Отряд Таганок».  Всероссийский Шукшинский кинофестиваль. 2020 г
- Участие в конкурсе "Русские премьеры" ММКФ. Фильм «Помилование», 2023

## Пресса
1. Режиссер Айнур Аскаров признался, что считает «Помилование» своим лучшим фильмом https://sobkor02.ru/news/art-object/38452/ , 2023
2. В российский прокат с 4 мая выходит «Помилование»: выпутается ли из сложной ситуации 20-летний сержант?, 2023
3. Айнур Аскаров планирует снять детективный триллер, 2022
4. Режиссер Айнур Аскаров: «Язык кино универсален» 2022
5. ЛЮДИ УФЫ. Айнур Аскаров. 2021,
6. Режиссер Айнур Аскаров — о своем фильме «Отряд Таганок», 2021
7. «Отряд «Таганок» по повести Мустая Карима может побить рекорд кинопроката, 2021
8. Москве представили премьеру фильма Айнура Аскарова «Буран» с Александром Головиным в главной роли 2021
9. Айнур Аскаров: Мы все – одна большая, шумная, взбалмошная, но в основе своей дружная семья
10. Новый фильм Айнура Аскарова «Семья года» посмотрят зрители в 250 кинотеатрах по России, 2021
11. Айнур Аскаров в марте приступает к съемкам остросюжетного фильма «Буран», 2021
12. Айнур Аскаров: «Нам удалось убедить зрителя». Интервью с режиссером и продюсером фильма «Из Уфы с любовью», 2017
13. Айнур Аскаров: «То, чем я сейчас занимаюсь и где нахожусь, мне очень нравится», 2018
14. Фиильм «Из Уфы с любовью» получил профессиональную премию «Блокбастер», 2018
15. Режиссер Айнур Аскаров: «Уфа была чужой, 2016,
16. Третью короткометражку башкирский режиссер посвятил нерадивым матерям 2015
17. В Брюсселе состоялся показ фильма «Горький мед» режиссера Айнура Аскарова
18. Фильм Айнура Аскарова «Енмеш» включен в конкурсную программу кинофестиваля в Германии, 2011
19. Короткометражка режиссера из Башкирии стала Лучшим фильмом стран БРИКС 2012

1. Сайт Гильдии кинорежиссёров России / Главная / Кинорежиссёры Гильдии /Аскаров Айнур Юлаевич
2. Единая база башкирских актеров «100 лиц Башкортостана»